# J.D. Irving
Pour les articles homonymes, voir JDI.

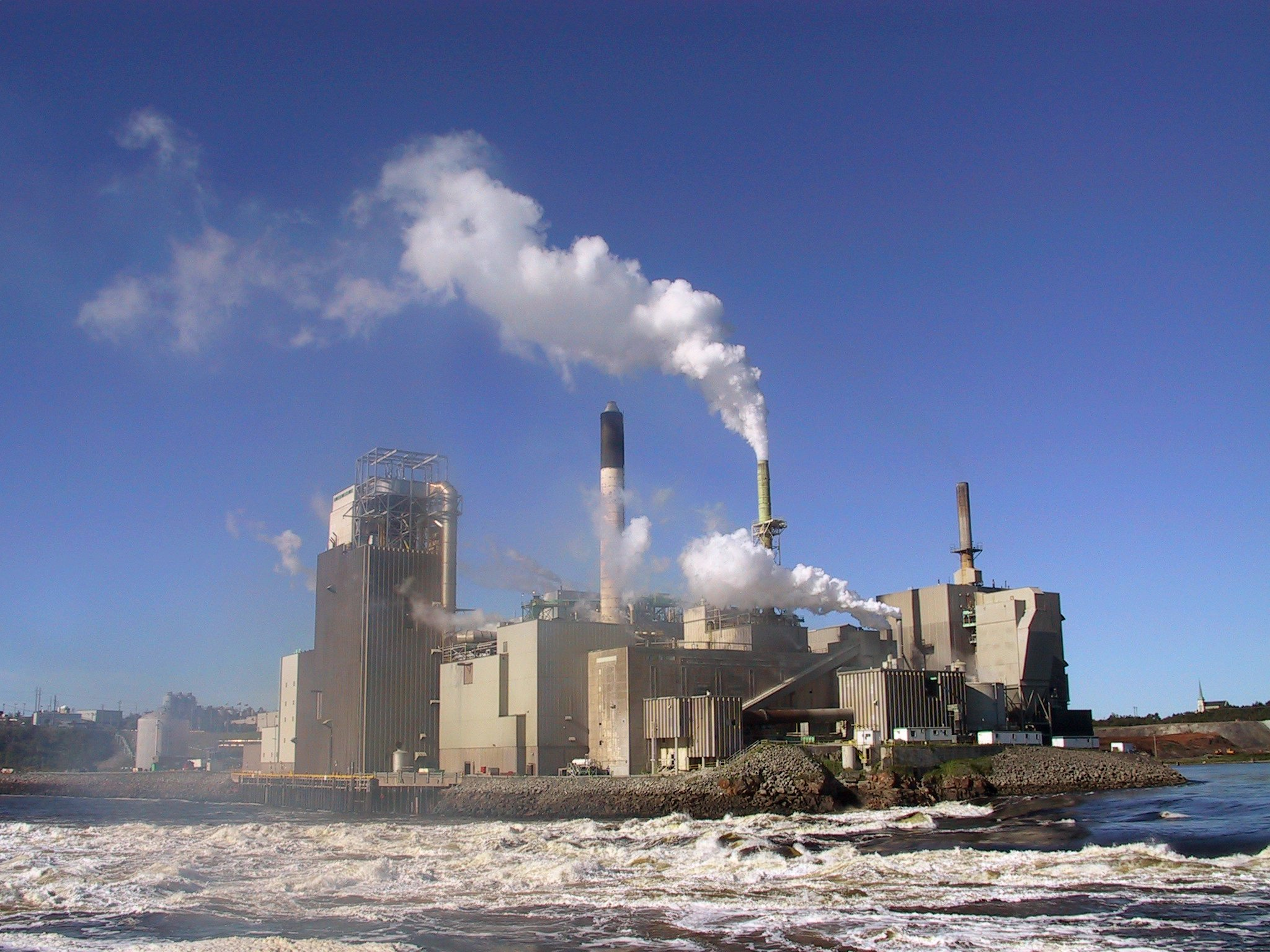
L'usine de pâte à papier de J.D. Irving à Saint-Jean.

J.D. Irving Limited (JDI) est un conglomérat privé basé à Saint-Jean dans la province canadienne du Nouveau-Brunswick. Ses activités incluent : la foresterie, les pâtes et papier, l'agriculture, l'agroalimentaire, les transports, les chantiers navals, etc. L'entreprise forme avec Irving Oil la partie principale du « Groupe des compagnies Irving », qui regroupe les intérêts de la famille Irving. La fortune de la famille Irving est estimée entre 10 et 12 milliards de dollars canadiens. 

## Histoire
JDI débuta avec une scierie opérée à Bouctouche par James Dergavel Irving.  Les opérations de l'entreprise furent ensuite confiées à ses enfants, dont l'un, Kenneth Colin Irving, devint l'actionnaire majoritaire et utilisa JDI comme tremplin pour l'expansion dans les pâtes et papier, ainsi que d'autres entreprises reliées à la foresterie entre les années 1920 et 1940.
Dans les années qui suivirent la Seconde Guerre mondiale, JDI prit le contrôle d'usines de pâte et papier à Saint-Jean et dans le nord de l'État de New York, ainsi que de plusieurs scieries un peu partout au Nouveau-Brunswick. Durant les années 1950, JDI prit contrôle d'un chantier naval à Saint-Jean et démarra plusieurs entreprises de transport par camion.
Dès les années 1960, le groupe transfère la gestion de ses actifs dans des paradis fiscaux.
À partir des années 1960, JDI prit de l'expansion pour devenir la plus grande entreprise de foresterie des Maritimes et du nord du Maine, en plus de devenir un joueur important dans l'économie régionale, possédant de vastes terres, des pépinières, des usines de pâte et papier, des scieries, une chaîne de magasins de rénovation (Kent Building Supplies), construction de maisons préfabriquées, construction industrielle, chantiers navals, dragage, aciéries, services alimentaires et agricoles (Cavendish Farms et Cavendish Agri-Services), chemins de fer (New Brunswick Southern Railway) et finalement les produits d'hygiène personnelle comme le papier hygiénique et les couches. Un conglomérat, communément nommé le « groupe de sociétés Irving » est né. JDI contrôle aussi la plus grande entreprise d'impression au Nouveau-Brunswick, Brunswick News.
JDI est aussi le plus grand fabricant de bateaux au Canada, avec des chantiers à Halifax, Pictou, Shelburne, et Georgetown.
Les activités du groupe sont soutenues par les autorités à travers de nombreuses exonérations fiscales et le versement de subventions, notamment par le biais du Programme d'achat d’énergie renouvelable pour la grande industrie. La province a également progressivement cédé au groupe Irving la gestion du patrimoine forestier relevant du secteur public, en abaissant régulièrement les normes. En 2014, le dernier réduit la taille des zones tampons entre les forêts et les sites habitables, autorise davantage de coupes à blanc, augmente le volume de production prévu et fait passer la proportion des zones protégées de 31 % à 22 %.
Le groupe utilise massivement du glyphosate sur les forêts de la province, ce qui pourrait avoir un impact sur la biodiversité régionale. Les populations de chevreuils ont en effet chuté de 70 % depuis 1985.

### Influence politique
Tous les quotidiens anglophones du Nouveau-Brunswick sont la propriété de la compagnie. Elle détient également plusieurs stations de radio et télévision locales. Le député vert Kevin Arseneau décrit la famille comme « la monarchie officieuse du Nouveau-Brunswick ». Pour l'universitaire Alain Deneault, « les conflits d’intérêts qui découlent de cette situation semblent caricaturaux : les médias du groupe se font essentiellement l'écho des positons de la famille Irving dans tous les champs de la vie sociale et industrielle où elle se trouve engagée. » Les informations transmises par le groupe et diffusées par la presse sont parfois questionnées (notamment en automne 2018, lors d'une explosion sur la raffinerie de Saint-Jean) mais rares sont les fonctionnaires, professeurs et députés à porter des dénonciations, les contributions financières de la famille aux universités et partis politiques lui procurant des moyens de pression
Les compagnies d’Irving sont les plus grands lobbyistes de la province, selon les données compilées par Radio-Canada :« Les deux grands partis [libéral et progressiste-conservateur] sont tous les deux liés à Irving. Il y a quelques voix dissonantes, mais elles se font rapidement museler. » Des biologistes, des universitaires ou encore Eilish Cleary, l'ancienne responsable de la province sur les questions de santé publique, ont indiqué avoir fait l'objet de fortes pressions (allant jusqu'au licenciement dans le cas d'Eilish Cleary) alors qu'ils analysaient l'impact des pesticides employés par le groupe et sa gestion opaque des forêts. Depuis les années 1970, tous les premiers ministre de la province ont été élus avec le soutien d'Irving. Blaine Higgs, premier ministre depuis novembre 2018, est un ancien cadre du groupe. D'après le journaliste Michel Cormier : « On pouvait peut être remporter une élection sans l'appui tacite d'Irving, mais on pouvait difficilement aspirer au pouvoir s'il décidait de s'y opposer ouvertement. »
Le groupe exerce également des pressions sur l’État du Maine (États-Unis), où avec le soutien des autorités canadiennes il parvient à faire annuler un référendum sur l'interdiction des coupes à blanc et un projet de loi sur la reddition des comptes.

### Publications
- La famille Irving, un féodalisme canadien par Alain Deneault. Le Monde Diplomatique, avril 2019.